# خيطبية هولندية
خيطبية هولندية (الاسم العلمي: Hyphomicrobium hollandicum) هي نوع من البكتيريا يتبع جنس الخيطبية من فصيلة الخيطبيات.